# Estação Alejandro Echavarría
A Estação Alejandro Echavarría é uma das estações da Tranvía de Ayacucho, situada em Medellín, entre a Estação Loyola e a Estação Oriente. Administrada pela Empresa de Transporte Masivo del Valle de Aburrá Limitada (ETMVA), faz parte da Linha T-A.
Foi inaugurada em 20 de outubro de 2015. Localiza-se no cruzamento da Rua 51 com a Carrera 15a. Atende o bairro Alejandro Echavarría, situado na comuna de Buenos Aires.